# Julio Martínez Oyanguren
Julio Martínez Oyanguren (* 3. Juli 1901 in Durazno/Departamento Durazno; † 13. September 1973 in Montevideo) war ein uruguayischer klassischer Gitarrist.

## Leben
Martínez hatte zunächst in seiner Heimatstadt Klavierunterricht bei Alfredo Hargain und hatte 1913 seinen ersten öffentlichen Auftritt. Ermutigt von dem paraguayischen Gitarrenvirtuosen Agustín Barrios, der zu der Zeit nach Durazno kam und mit dem er mehrere Duette spielte, studierte er ab 1919 in Montevideo Gitarre bei Leoncio Marichal. Inspiriert wurde er zu dieser Zeit auch von dem blinden spanischen Gitarristen Antonio Jiménez Manjón, der in Rio de la Plata lebte, und von Miguel Llobet. Parallel absolvierte er bis 1924 bei der Marine eine Ausbildung als Maschinenbauingenieur. Um seine Ausbildung fortzusetzen, ging er nach Rom. Dort wurde er 1927 wegen seiner politisch liberalen Ansichten zu persona non grata erklärt und kehrte nach Uruguay zurück.
1931 reiste er als musikalischer Botschafter seines Landes nach Argentinien, wo er mit großem Erfolg im Theater La Peña und bei Radio Splendid auftrat. 1935 zog er mit seiner Familie nach New York und debütierte dort in der Town Hall, wo er als Paderewski der Gitarre gefeiert wurde. Es folgten Auftritte mit dem New York Philharmonic im Lewisohn Stadium vor 18.000 Zuhörern und dem General Electric Orchestra unter Leitung von Terig Tucci.
Über mehrere Jahre hatte er eine eigene wöchentliche Radiosendung bei der NBC, und 1939 hatte er als erster Gitarrist einen Auftritt im Weißen Haus für Franklin D. Roosevelt. 1941 kehrte er in seine Heimatstadt Durazno zurück, wo er bis 1956 lebte und von 1943 bis 1947 Polizeichef war. Als Gitarrist tourte er durch Uruguay, trat im Teatro Odeón in Buenos Aires auf und unternahm 1950 eine große Tournee durch Südamerika. Von 1956 bis zu seinem Tod 1973 lebte er in Montevideo.
Seit den frühen 1930er Jahren spielte Martínez zahlreiche Schallplatten u. a. für die Labels RCA Victor, Columbia Records und Decca Records ein. Neben folkloristischer Musik Südamerikas und eigenen Kompositionen nahm er, häufig in eigenen Bearbeitungen und Arrangements Werke von Komponisten wie Francisco Tárrega und Isaac Albéniz, Luis Milán, Luis de Narváez, Gaspar Sanz, Jean-Philippe Rameau, François Campion und Domenico Cimarosa, Dionisio Aguado und Fernando Ferrandiere auf. Er spielte die Erstaufnahmen von Fernando Sors Grande Sonata und Mauro Giulianis Grande Ouverture, Werke zeitgenössischer Komponisten wie Manuel de Fallas Hommaga à Debussy, Joaquín Turinas Rafaga und Manuel María Ponces Cancion und Bearbeitungen von Kompositionen Brahms’, Wieniawskis, Massenets und Schuberts ein. Lorenzo Fernández komponierte für ihn die Suite Brasileña und Bautista Plaza die Sonata Antigua.